# Hugo Rodríguez (ur. 1959)
Hugo René Rodríguez Corona (ur. 14 marca 1959 w Torreón) – meksykański piłkarz występujący na pozycji napastnika.

## Kariera klubowa
Rodríguez pochodzi z miasta Torreón i jest wychowankiem tamtejszego klubu CF Laguna. Do seniorskiej drużyny został włączony jako siedemnastolatek przez szkoleniowca José Antonio Rocę i w meksykańskiej Primera División zadebiutował 13 czerwca 1976 w wygranym 4:2 meczu z Atlante, w którym strzelił także premierowego gola w najwyższej klasie rozgrywkowej. Po kilku miesiącach wywalczył sobie pewne miejsce w wyjściowej jedenastce, lecz nie odniósł z tym zespołem żadnych sukcesów. W 1978 roku przeszedł do Deportivo Neza, któremu władze Laguny sprzedały wówczas licencję. Po upływie roku po raz kolejny zmienił barwy klubowe, tym razem zostając graczem Chivas de Guadalajara, gdzie pozostawał wyłącznie rezerwowym. Tę samą rolę pełnił w kolejnej drużynie, z którą podpisał umowę, czyli Atletas Campesinos. W połowie 1982 roku został piłkarzem Deportivo Toluca, gdzie występował przez następne cztery lata w roli kluczowego gracza, jednak podobnie jak z poprzednimi ekipami nie potrafił odnieść tam żadnego osiągnięcia. Profesjonalną karierę zakończył już w wieku 27 lat.

## Kariera reprezentacyjna
W 1977 roku Rodríguez został powołany przez szkoleniowca Horacio Casarína do reprezentacji Meksyku U-20 na Młodzieżowe Mistrzostwa Świata w Tunezji. Tam był kluczowym zawodnikiem swojej drużyny i wystąpił we wszystkich pięciu spotkaniach od pierwszej minuty, wpisując się na listę strzelców w spotkaniu fazy grupowej z Hiszpanią (1:1). Meksykanie zanotowali natomiast udany występ, docierając aż do finału, w którym ulegli ostatecznie po serii rzutów karnych ZSRR.
W seniorskiej reprezentacji Meksyku Rodríguez zadebiutował za kadencji selekcjonera José Antonio Roki, 15 lutego 1978 w wygranym 5:1 meczu towarzyskim z Salwadorem. W tym samym roku został powołany na Mistrzostwa Świata w Argentynie, jednak podczas tego mundialu pozostawał wyłącznie rezerwowym swojej kadry, nie wybiegając na boisko w żadnym spotkaniu, za to jego drużyna po komplecie trzech porażek odpadła z rozgrywek już w fazie grupowej. Swój bilans reprezentacyjny zamknął ostatecznie na dwóch występach bez zdobytej bramki.